# 三道河乡 (霍城县)
三道河乡，是中华人民共和国新疆维吾尔自治区伊犁哈萨克自治州霍城县下辖的一个乡镇级行政单位。

## 行政区划
三道河乡下辖以下地区：
塔尔吉村、大柳树村和沙门子村。